# Saint-Remy-la-Calonne
Pour les articles homonymes, voir Saint-Remy et Calonne.
Saint-Rémy-la-Calonne redirige ici.
Saint-Remy-la-Calonne (nommée également Saint-Rémy-la-Calonne non officiellement) est une commune française située dans le département de la Meuse, en région Grand Est.

## Géographie
La commune fait partie du parc naturel régional de Lorraine.

### Localisation

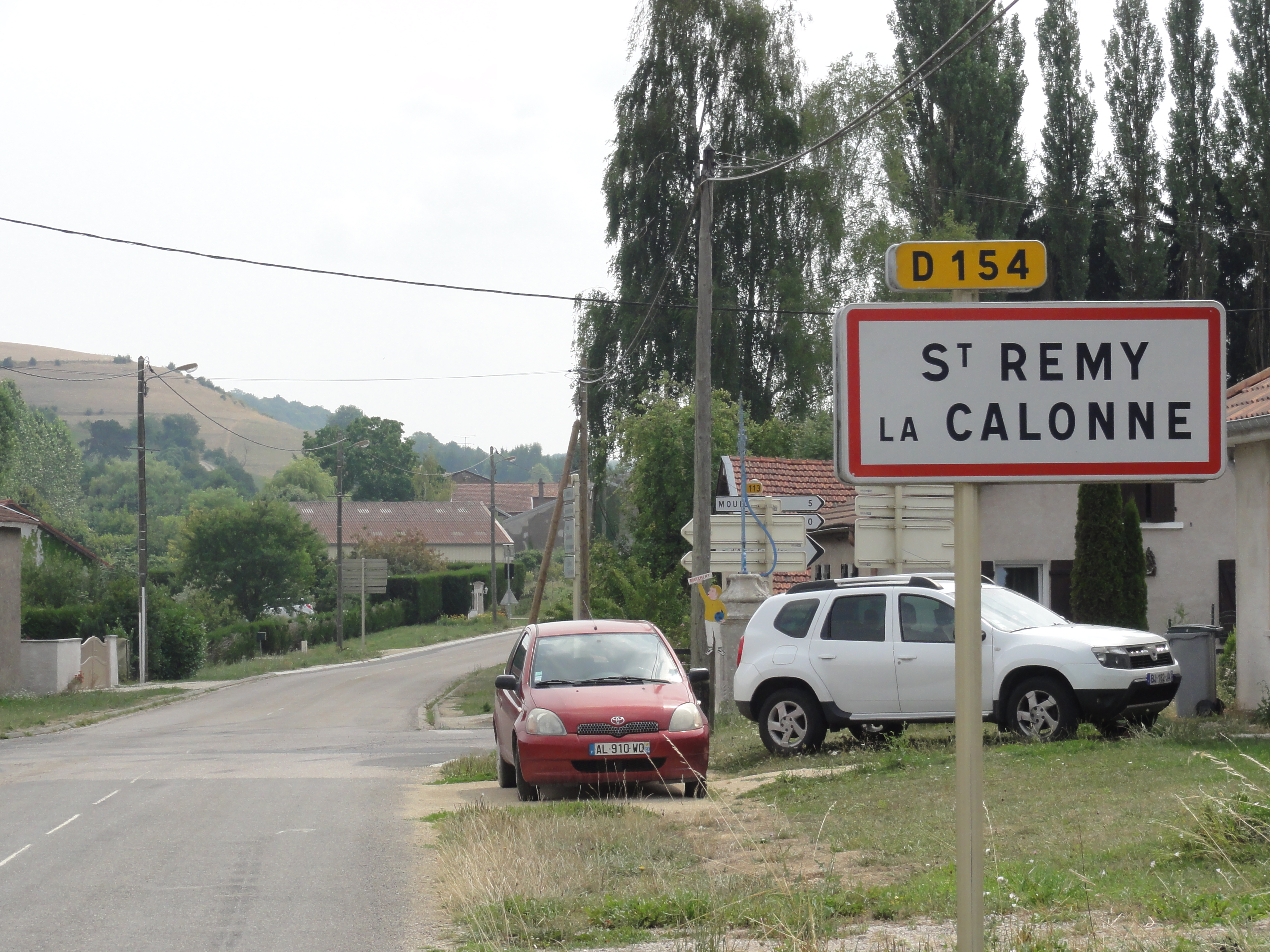
Entrée de Saint-Remy-la-Calonne.

#### Communes limitrophes
| Les Éparges       | Les Éparges           | Combres-sous-les-Côtes |
| Les Éparges       | Saint-Remy-la-Calonne | Dommartin-la-Montagne  |
| Vaux-lès-Palameix | Dommartin-la-Montagne | Dommartin-la-Montagne  |

### Hydrographie

#### Réseau hydrographique
La commune est traversée par la ligne de partage des eaux entre les bassins versants du Rhin et de la Meuse au sein du bassin Rhin-Meuse. Elle est drainée par le Longeau et le ruisseau de Genousevau,.
Le Longeau, d'une longueur de 37 km, prend sa source dans la commune de Hannonville-sous-les-Côtes et se jette  dans l'Yron à Friauville, après avoir traversé 16 communes. 

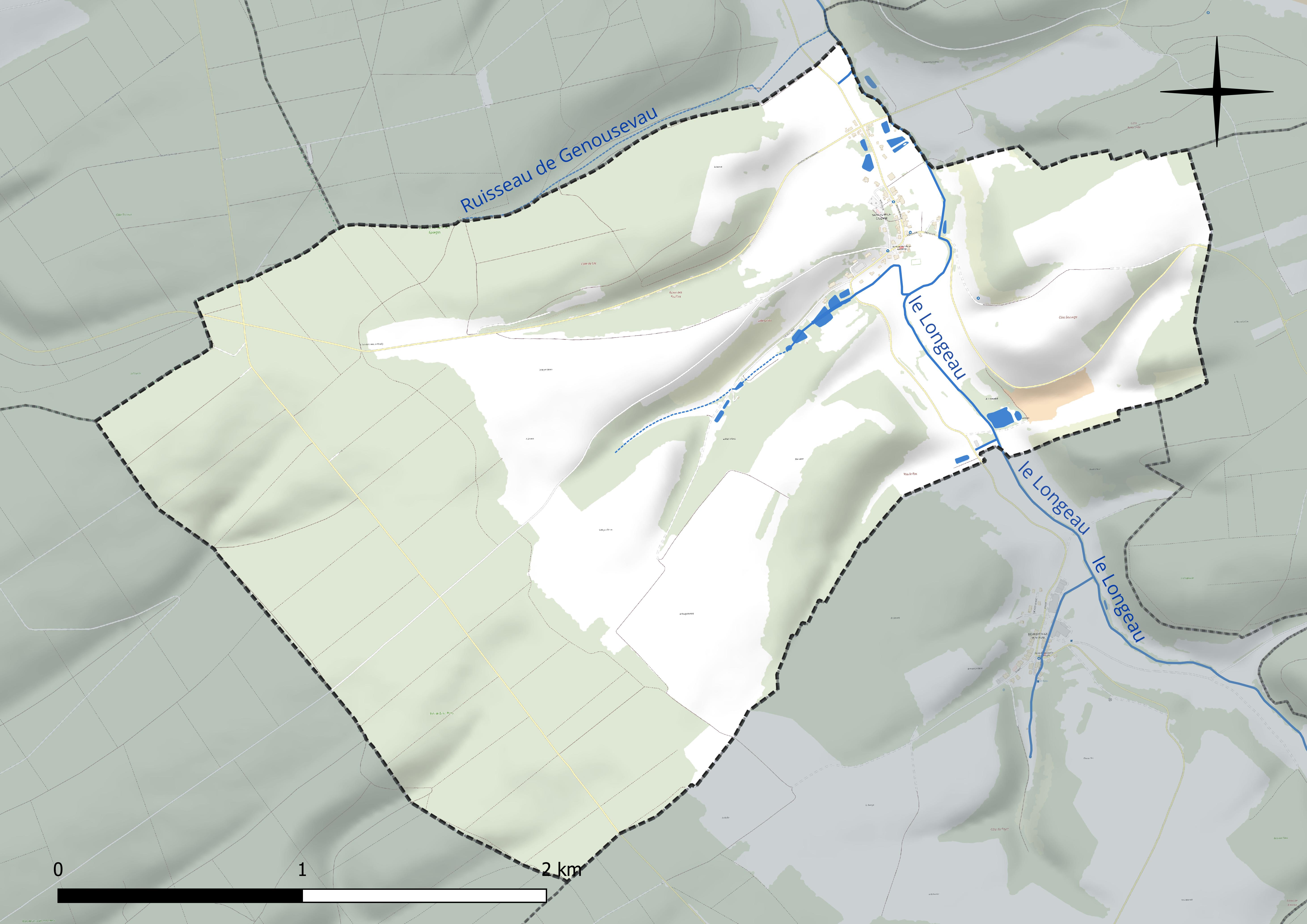
Réseau hydrographique de Saint-Remy-la-Calonne.

#### Gestion et qualité des eaux
Le territoire communal est couvert par le schéma d'aménagement et de gestion des eaux (SAGE) « Bassin ferrifère ». Ce document de planification concerne le périmètre des anciennes galeries des mines de fer, des aquifères et des bassins versants hydrographiques associés qui s’étend sur 2 418 km2. Les bassins versants concernés sont celui de la Chiers en amont de la confluence avec l'Othain, et ses affluents (la Crusnes, la Pienne, l'Othain), celui de l'Orne et ses affluents et celui de la Fensch, le Veymerange, la Kiesel et les parties françaises du bassin versant de l'Alzette et de ses affluents (Kaylbach, ruisseau de Volmerange). Il a été approuvé le 27 mars 2015. La structure porteuse de l'élaboration et de la mise en œuvre est la région Grand Est. 
La qualité des cours d’eau peut être consultée sur un site dédié géré par les agences de l’eau et l’Agence française pour la biodiversité. 

### Climat
Pour des articles plus généraux, voir Climat du Grand Est et Climat de la Meuse.
En 2010, le climat de la commune est de type climat de montagne, selon une étude du Centre national de la recherche scientifique s'appuyant sur une série de données couvrant la période 1971-2000. En 2020, Météo-France publie une typologie des climats de la France métropolitaine dans laquelle la commune est exposée à un climat océanique altéré et est dans la région climatique  Lorraine, plateau de Langres, Morvan, caractérisée par un hiver rude (1,5 °C), des vents modérés et des brouillards fréquents en automne et hiver. 
Pour la période 1971-2000, la température annuelle moyenne est de 9,2 °C, avec une amplitude thermique annuelle de 16,9 °C. Le cumul annuel moyen de précipitations est de 878 mm, avec 13,6 jours de précipitations en janvier et 9,5 jours en juillet. Pour la période 1991-2020, la température moyenne annuelle observée sur la station météorologique de Météo-France la plus proche, « Bonzée_sapc », sur la commune de Bonzée à 6 km à vol d'oiseau, est de 10,6 °C et le cumul annuel moyen de précipitations est de 783,7 mm. 
La température maximale relevée sur cette station est de 40,6 °C, atteinte le 24 juillet 2019 ; la température minimale est de −17,3 °C, atteinte le 7 février 2012,,. 
Les paramètres climatiques de la commune ont été estimés pour le milieu du siècle (2041-2070) selon différents scénarios d'émission de gaz à effet de serre à partir des nouvelles projections climatiques de référence DRIAS-2020. Ils sont consultables sur un site dédié publié par Météo-France en novembre 2022.

## Urbanisme

### Typologie
Au 1er janvier 2024, Saint-Remy-la-Calonne est catégorisée commune rurale à habitat dispersé, selon la nouvelle grille communale de densité à sept niveaux définie par l'Insee en 2022.
Elle est située hors unité urbaine et hors attraction des villes,.

### Occupation des sols
L'occupation des sols de la commune, telle qu'elle ressort de la base de données européenne d’occupation biophysique des sols Corine Land Cover (CLC), est marquée par l'importance des forêts et milieux semi-naturels (60,9 % en 2018), en diminution par rapport à 1990 (64,9 %). La répartition détaillée en 2018 est la suivante : 
forêts (60,9 %), terres arables (20,4 %), prairies (14,7 %), zones humides intérieures (4 %). L'évolution de l’occupation des sols de la commune et de ses infrastructures peut être observée sur les différentes représentations cartographiques du territoire : la carte de Cassini (XVIIIe siècle), la carte d'état-major (1820-1866) et les cartes ou photos aériennes de l'IGN pour la période actuelle (1950 à aujourd'hui).

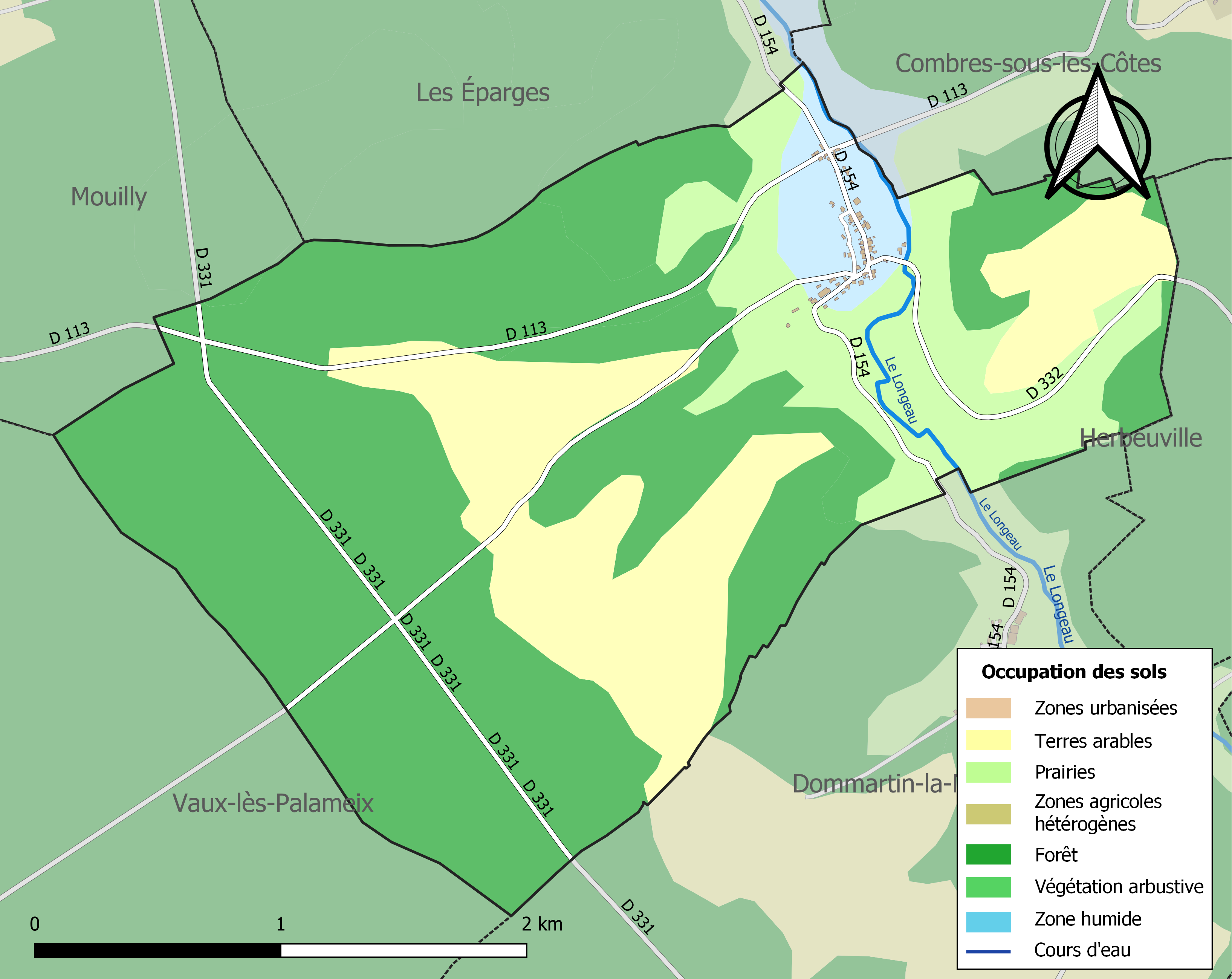
Carte des infrastructures et de l'occupation des sols de la commune en 2018 (CLC).

## Toponymie
Le nom de la localité est attesté sous les formes Sanctus-Remigius (xe siècle) ; Sainct-Remy (1559) ; Saint-Remy-les-Palameix (1425).

Saint-Remy est un hagiotoponyme qui fait référence à Remi de Reims.
Son nom est lié à la tranchée de Calonne.

## Histoire

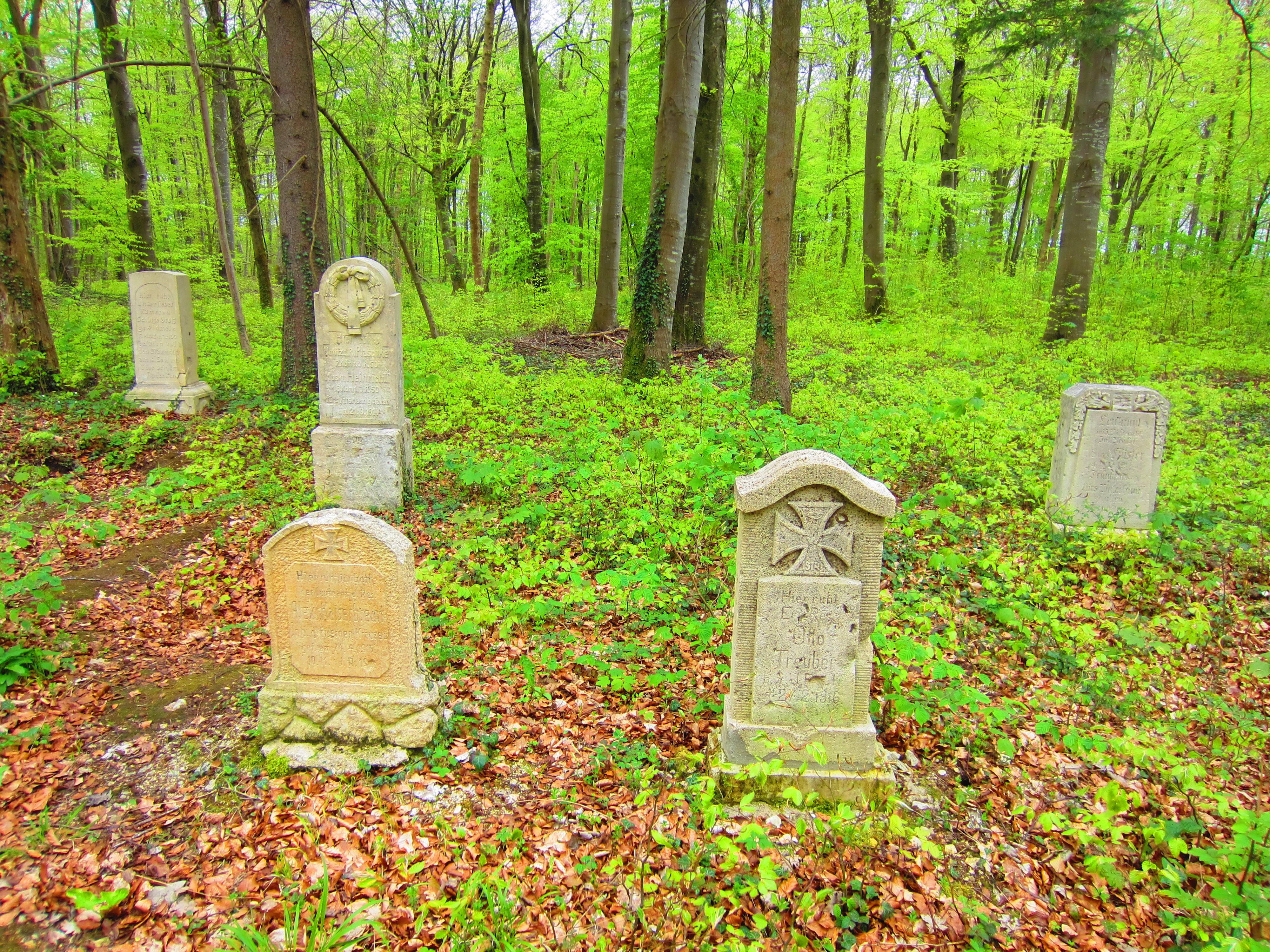
Tombes allemandes dans le bois de Saint-Remy.

Ancienne terre barroise, nombreuses victimes lors de l'épidémie de peste de 1632. Lieu de bataille durant Première Guerre mondiale.

## Politique et administration
| Période                                  | Période                   | Identité                                     | Étiquette | Qualité      |
| ---------------------------------------- | ------------------------- | -------------------------------------------- | --------- | ------------ |
| Les données manquantes sont à compléter. |                           |                                              |           |              |
| mars 2008                                | En cours (au 28 mai 2020) | Daniel Breton Réélu pour le mandat 2020-2026 |           | Ancien cadre |

## Population et société

### Démographie
L'évolution du nombre d'habitants est connue à travers les recensements de la population effectués dans la commune depuis 1793. Pour les communes de moins de 10 000 habitants, une enquête de recensement portant sur toute la population est réalisée tous les cinq ans, les populations de référence des années intermédiaires étant quant à elles estimées par interpolation ou extrapolation. Pour la commune, le premier recensement exhaustif entrant dans le cadre du nouveau dispositif a été réalisé en 2007.

En 2022, la commune comptait 99 habitants, en évolution de −6,6 % par rapport à 2016 (Meuse : −4,4 %, France hors Mayotte : +2,11 %).
| 1793 | 1800 | 1806 | 1821 | 1831 | 1836 | 1841 | 1846 | 1851 |
| ---- | ---- | ---- | ---- | ---- | ---- | ---- | ---- | ---- |
| 189  | 279  | 334  | 305  | 344  | 355  | 373  | 392  | 352  |

| 1856 | 1861 | 1866 | 1872 | 1876 | 1881 | 1886 | 1891 | 1896 |
| ---- | ---- | ---- | ---- | ---- | ---- | ---- | ---- | ---- |
| 350  | 365  | 343  | 309  | 315  | 290  | 263  | 269  | 226  |

| 1901 | 1906 | 1911 | 1921 | 1926 | 1931 | 1936 | 1946 | 1954 |
| ---- | ---- | ---- | ---- | ---- | ---- | ---- | ---- | ---- |
| 212  | 190  | 183  | 64   | 100  | 93   | 84   | 76   | 73   |

| 1962 | 1968 | 1975 | 1982 | 1990 | 1999 | 2006 | 2007 | 2012 |
| ---- | ---- | ---- | ---- | ---- | ---- | ---- | ---- | ---- |
| 66   | 50   | 43   | 44   | 47   | 63   | 69   | 70   | 101  |

| 2017 | 2022 | - | - | - | - | - | - | - |
| ---- | ---- | - | - | - | - | - | - | - |
| 103  | 99   | - | - | - | - | - | - | - |

## Culture locale et patrimoine

### Lieux et monuments
- Église Saint-Remi, un premier édifice est construit en 1732, puis l'église est détruite au cours de la Première Guerre mondiale, et reconstruite en 1926.
- Monument aux morts communal.
- Nécropole nationale 203 Français dont 86 identifiés (Première Guerre mondiale).
- Une croix commémorant Alain-Fournier en forêt de Calonne.
- Monument en mémoire de la compagnie de 21 soldats sous le commandement du lieutenant Alain-Fournier, tués au combat dans les bois en septembre 1914. Le monument se trouve à l'endroit de la fosse provisoire, retrouvée en mai 1991.
- Au Bois de Saint-Remy se trouve un cimetière allemand comportant une dizaine de tombes.
- Passage dans les bois de la Tranchée de Calonne.
- Jardin littéraire, jardin du souvenir commémorant les soldats écrivains morts au champ d'honneur.
- Lavoir de 1920 en pierre, détruit au cours de la Première Guerre mondiale, reconstruit en 1920 à l'identique de l'ancien édifice.

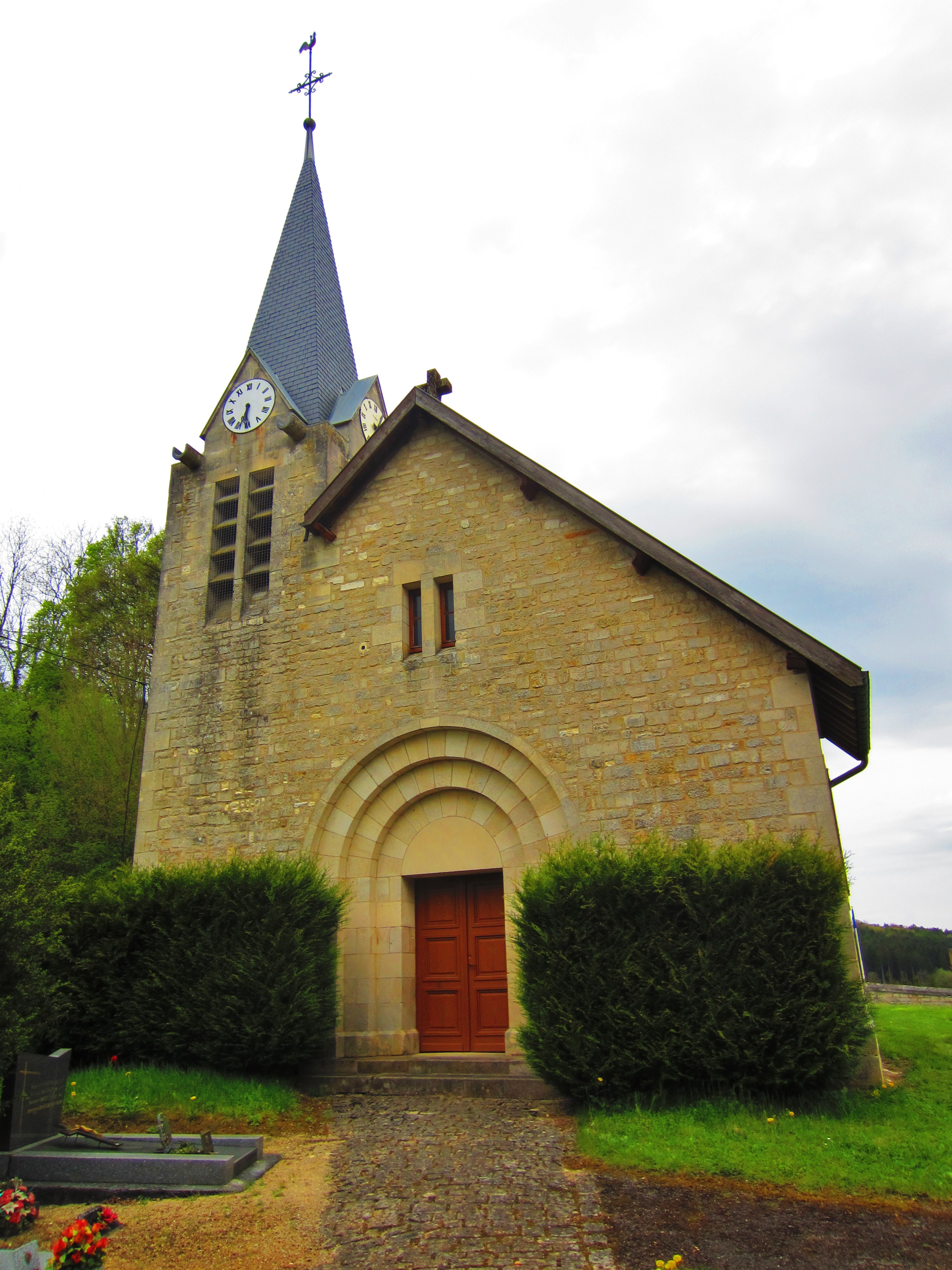
Église Saint-Remi.
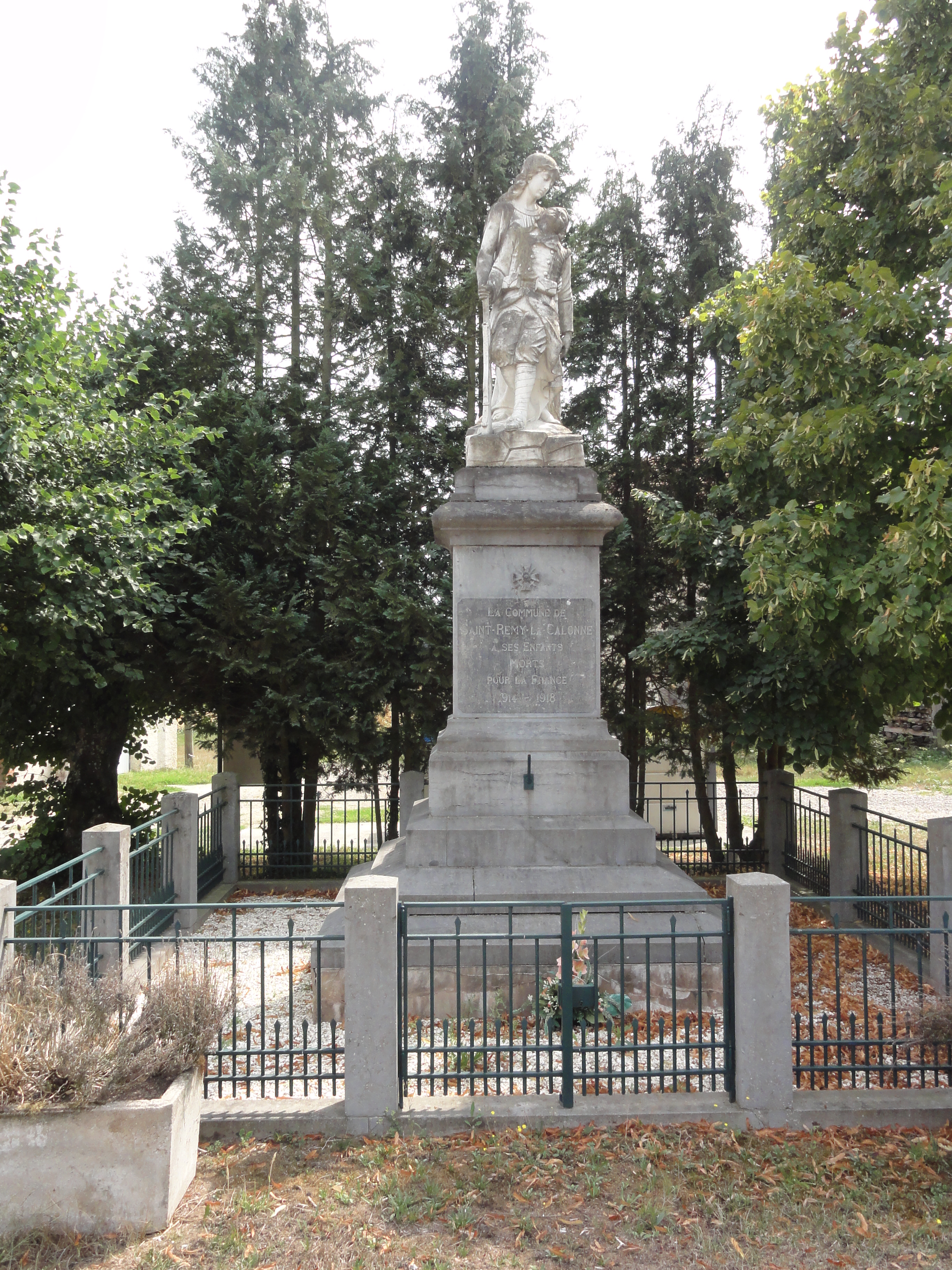
Monument aux morts.
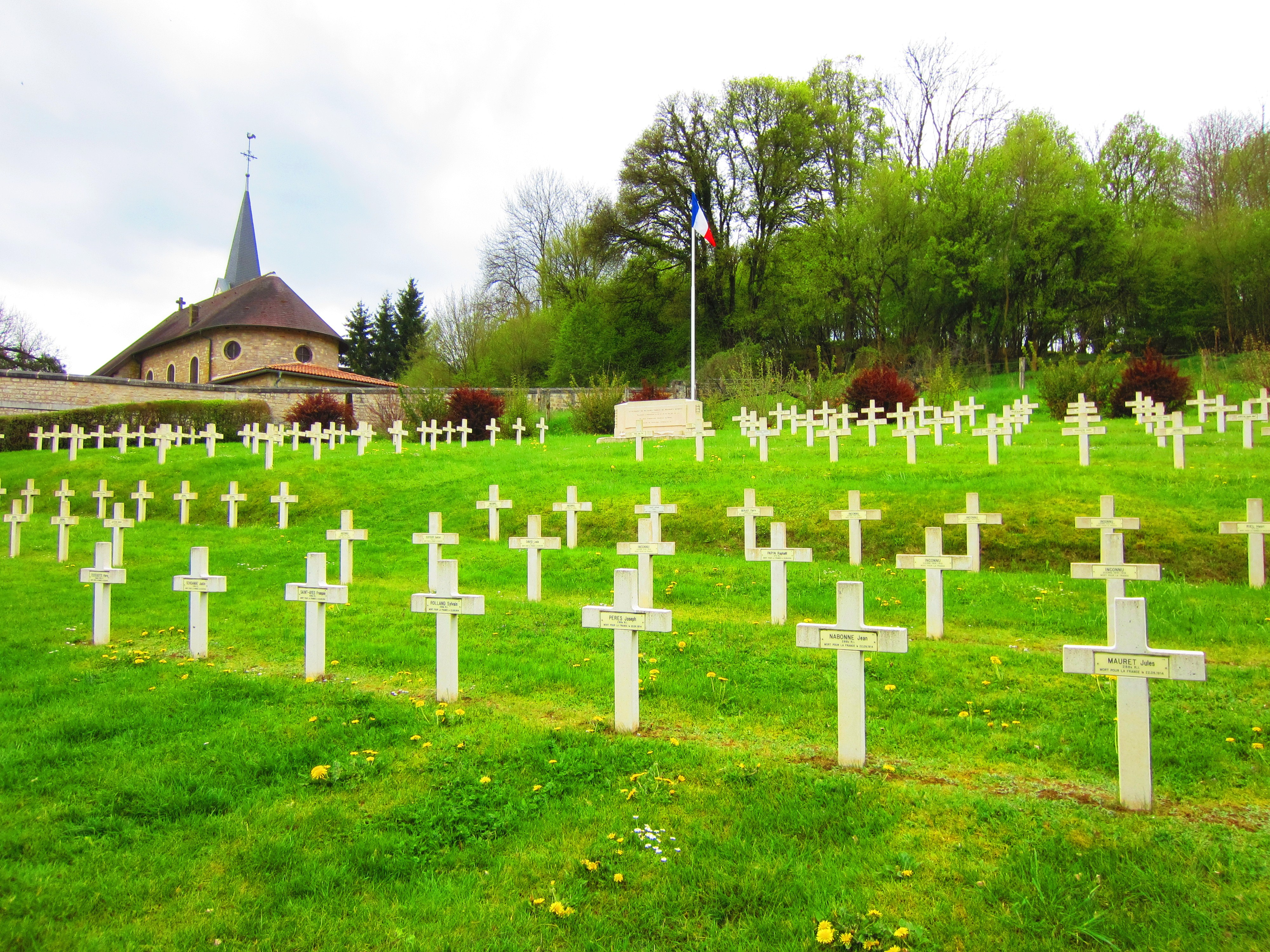
Nécropole nationale où reposent Alain-Fournier et ses compagnons.
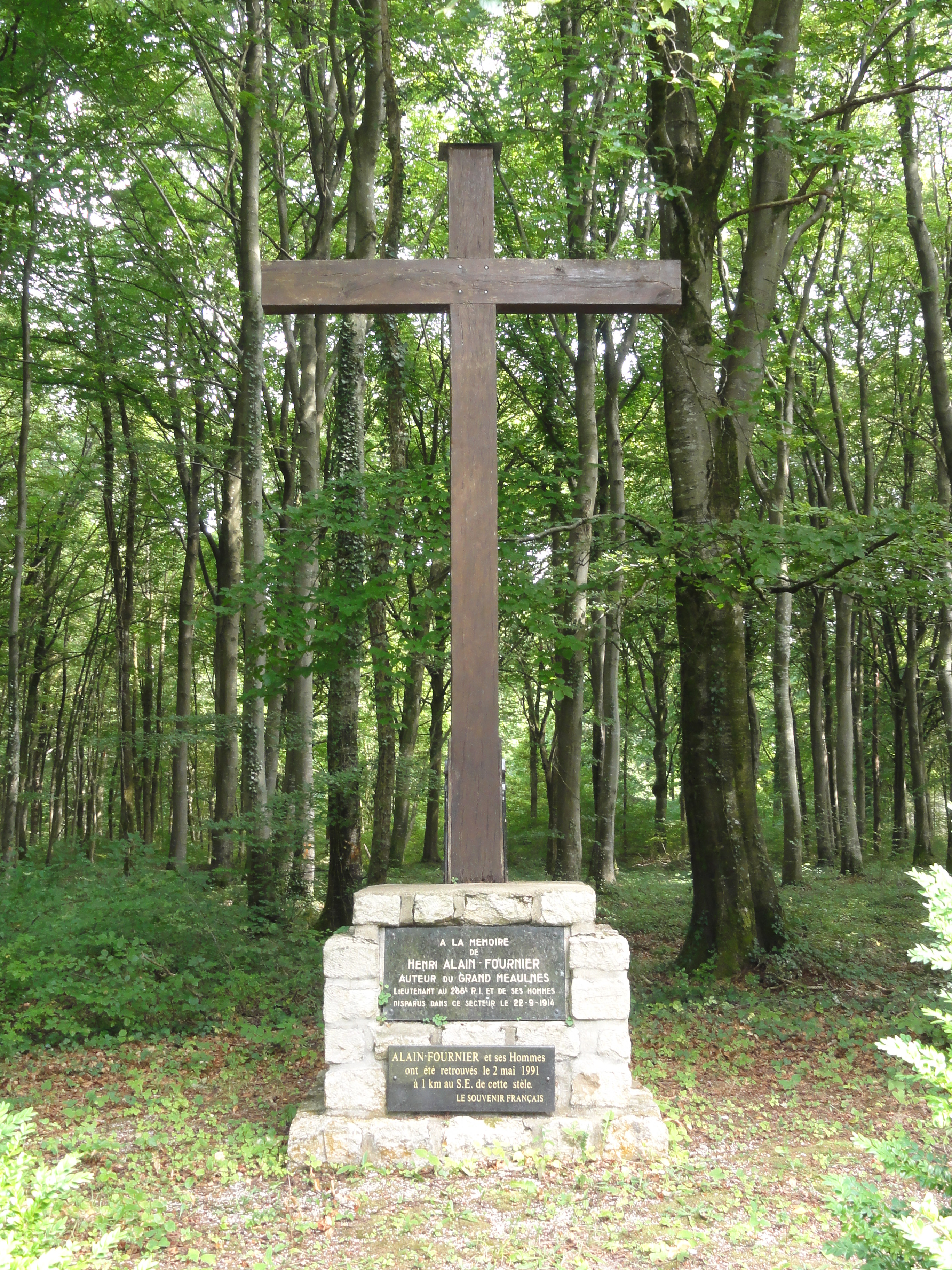
Croix commémorant Alain-Fournier en forêt de Calonne.
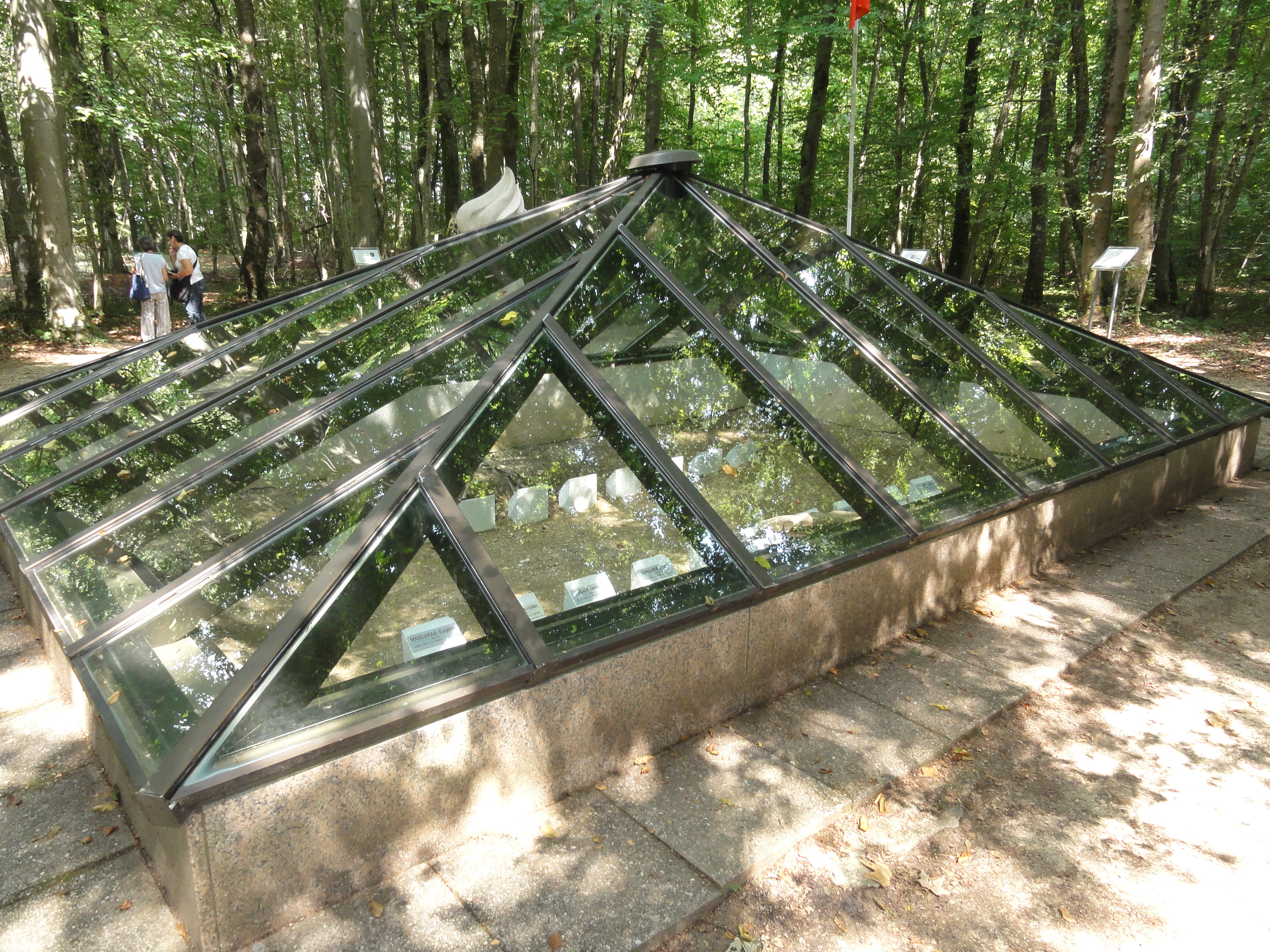
Fosse de la compagnie d'Alain-Fournier en forêt de Calonne.
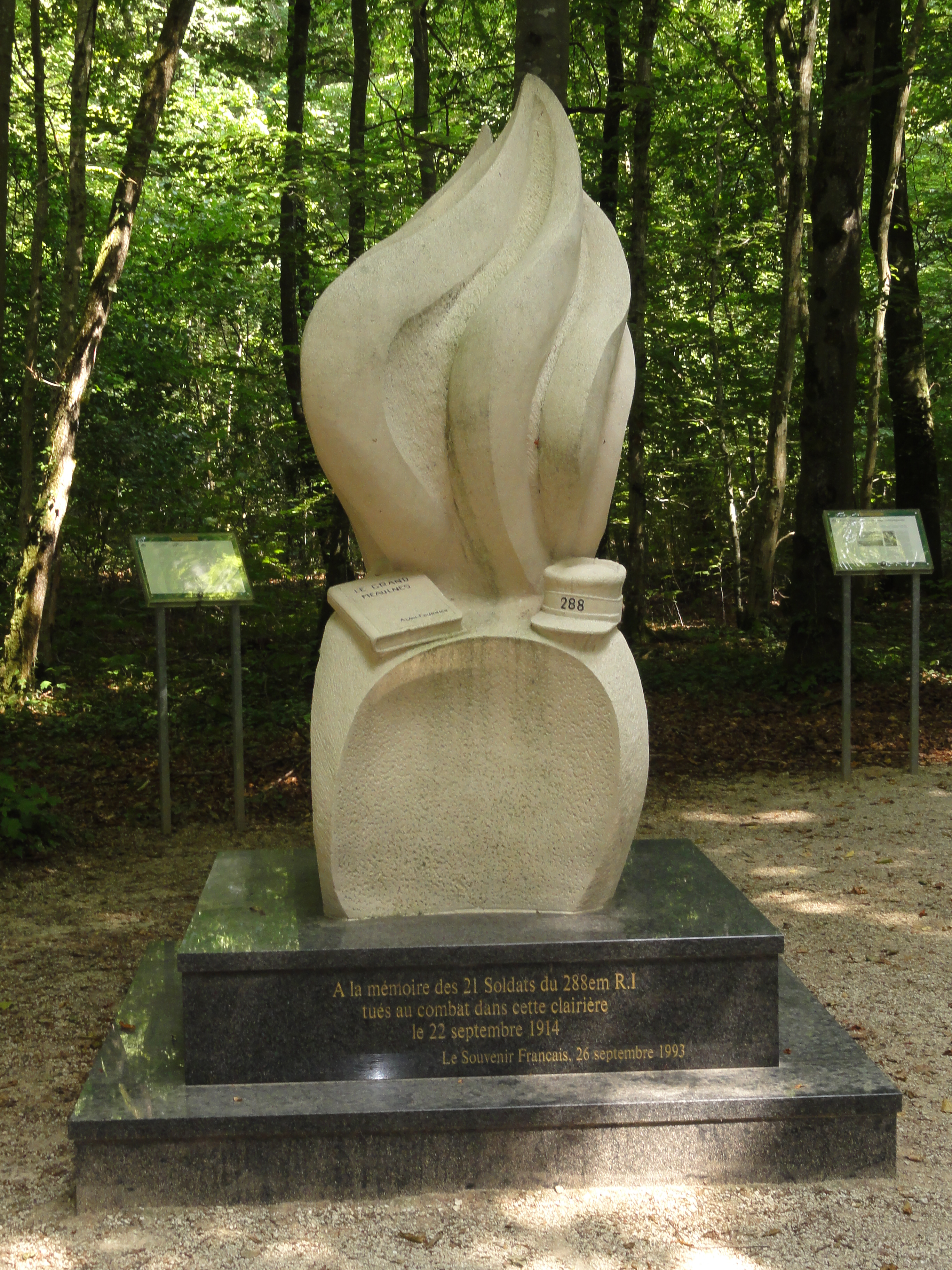
Le monument auprès de la fosse de la compagnie d'Alain-Fournier.
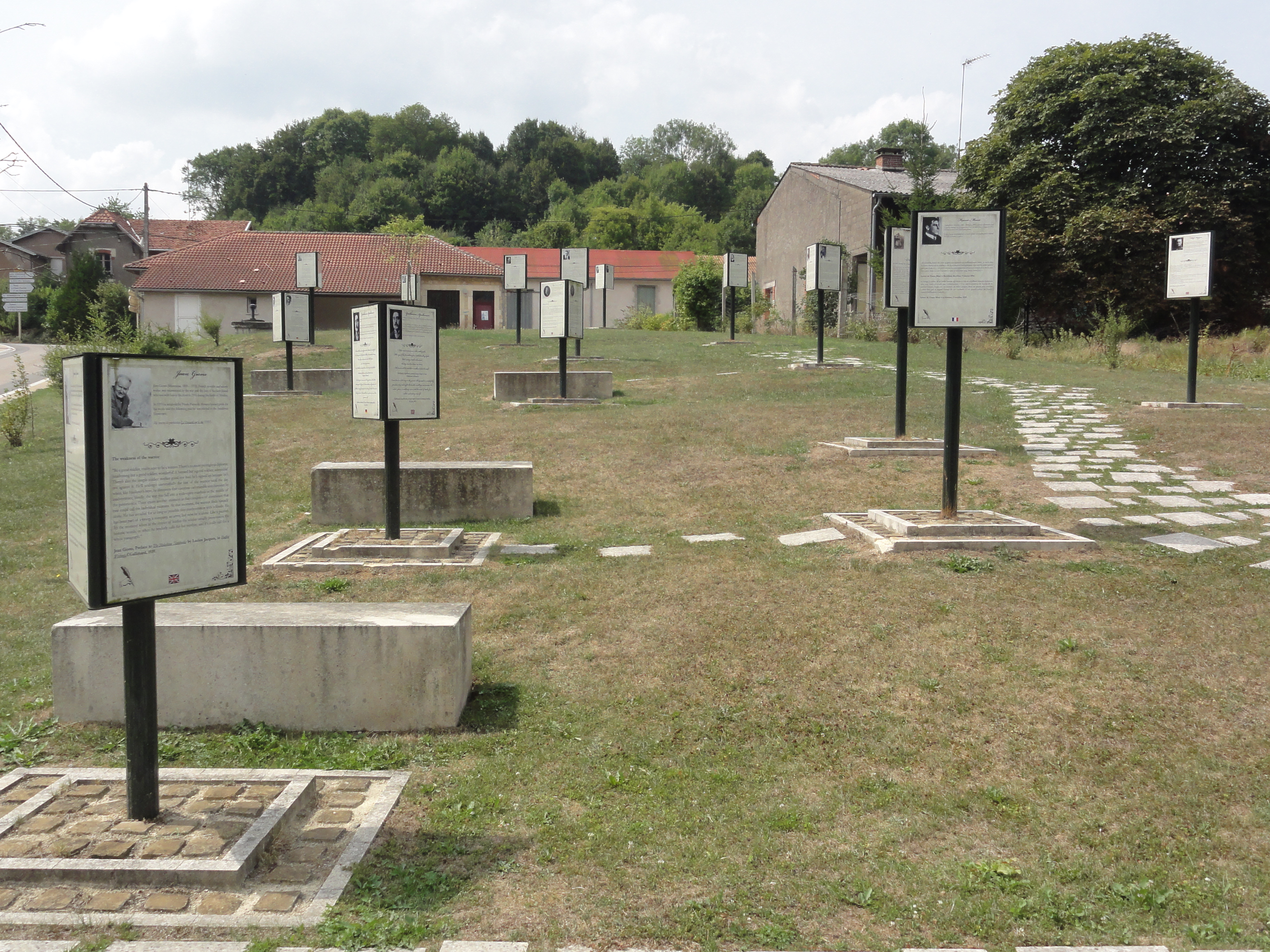
Le jardin littéraire.

### Personnalités liées à la commune
- Alain-Fournier (3 octobre 1886 - 22 septembre 1914), écrivain, repose au cimetière militaire.

### Héraldique
| Blason de Saint-Remy-la-Calonne | Blason  | Taillé : au 1er de gueules à la colombe fondant en bande d'argent, au 2e de sinople à la plume d'argent posée en barre dans un encrier du même ; à la cotice en barre d'or brochant sur la partition. |
| Blason de Saint-Remy-la-Calonne | Détails | Le statut officiel du blason reste à déterminer. |